# Pol de inaccesibilitate

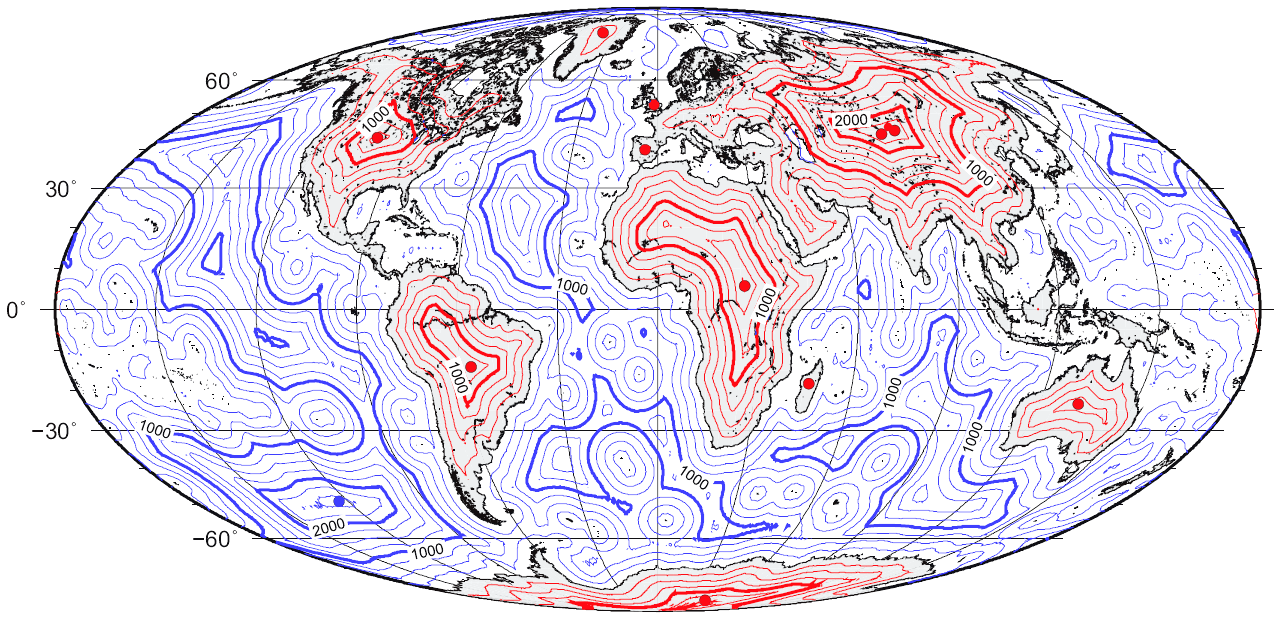
Harta distanţelor până la liniile de coastă; liniile subţiri reprezintă 250 km depărtare, iar cele groase 1 000 km.

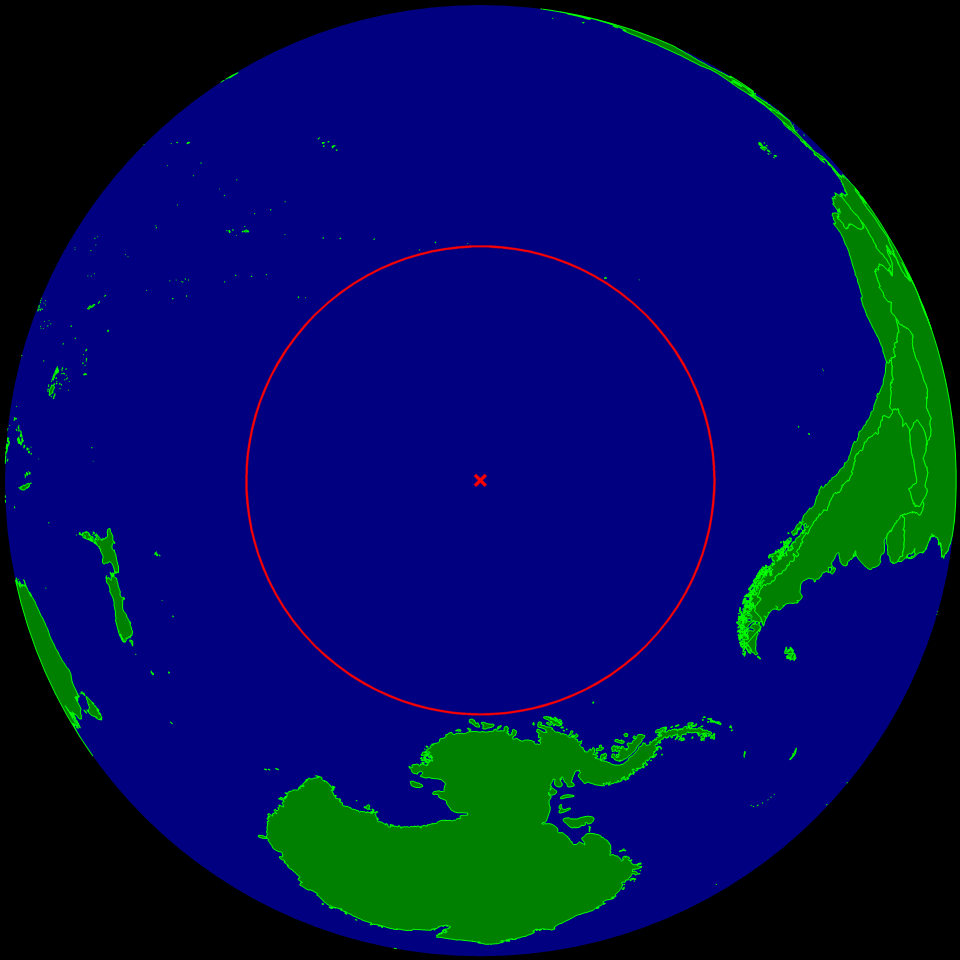
Pol oceanic de inaccesibilitate, la 48° 52′ 36″S 123° 23′ 36″W

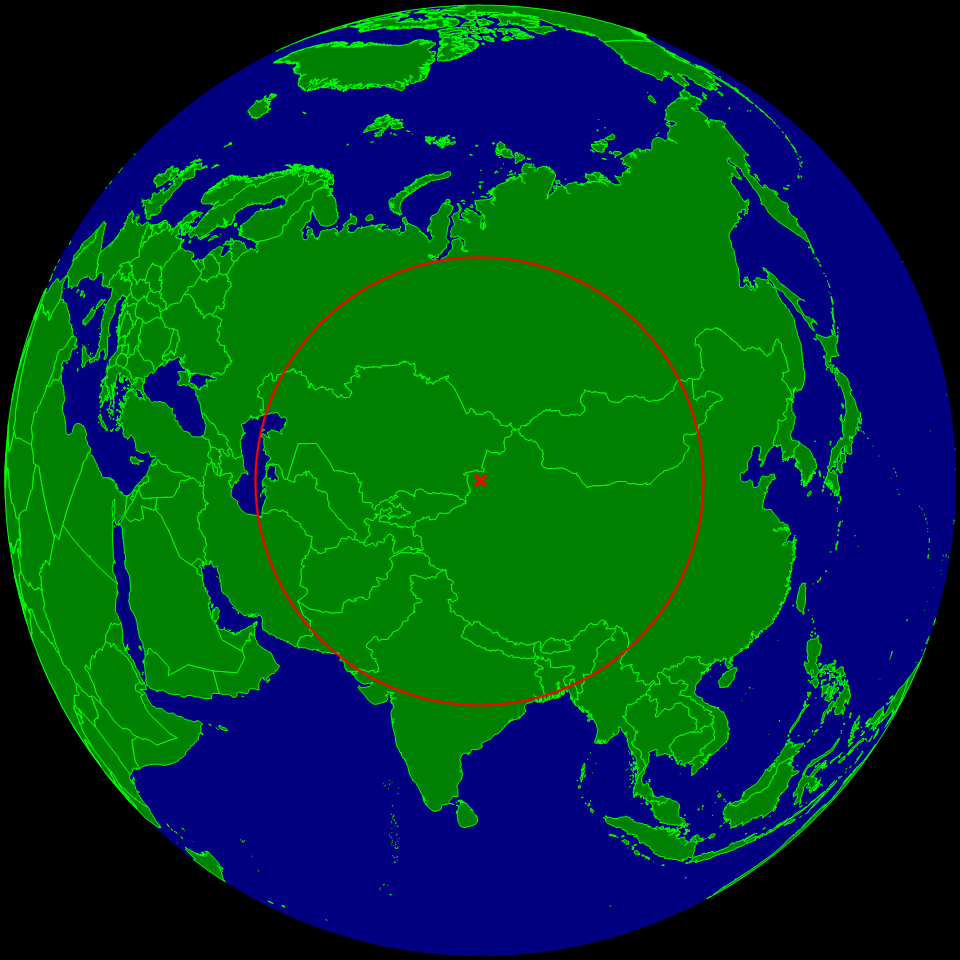
Pol continental de inaccesibilitate, EPIA1

Un pol de inaccesibilitate reprezintă un loc în care este foarte greu de ajuns datorită caracteristicilor geografice. Termenii mai pot fi folosiți pentru a face referire la cel mai îndepărtat punct față de linia de coastă dintr-un continent (nu are legătură cu un fenomen fizic, doar cu un concept geografic).